# Hautot-l’Auvray
Hautot-l’Auvray ist eine französische Gemeinde mit 308 Einwohnern (Stand: 1. Januar 2022) im Département Seine-Maritime in der Region Normandie (vor 2016 Haute-Normandie). Sie gehört zum Arrondissement Dieppe (bis 2017 Le Havre) und zum Kanton Saint-Valery-en-Caux (bis 2015 Ourville-en-Caux).

## Geographie
Hautot-l’Auvray liegt etwa 60 Kilometer nordnordwestlich von Rouen. Umgeben wird Hautot-l’Auvray von den Nachbargemeinden Drosay im Norden und Nordwesten, Sainte-Colombe im Norden und Nordosten, Anglesqueville-la-Bras-Long im Osten und Nordosten, Fultot im Osten, Doudeville im Südosten sowie Saint-Vaast-Dieppedalle im Süden und Westen.

## Bevölkerungsentwicklung
| Jahr                       | 1962 | 1968 | 1975 | 1982 | 1990 | 1999 | 2006 | 2013 |
| Einwohner                  | 344  | 319  | 292  | 308  | 309  | 339  | 326  | 357  |
| Quellen: Cassini und INSEE |      |      |      |      |      |      |      |      |

## Sehenswürdigkeiten

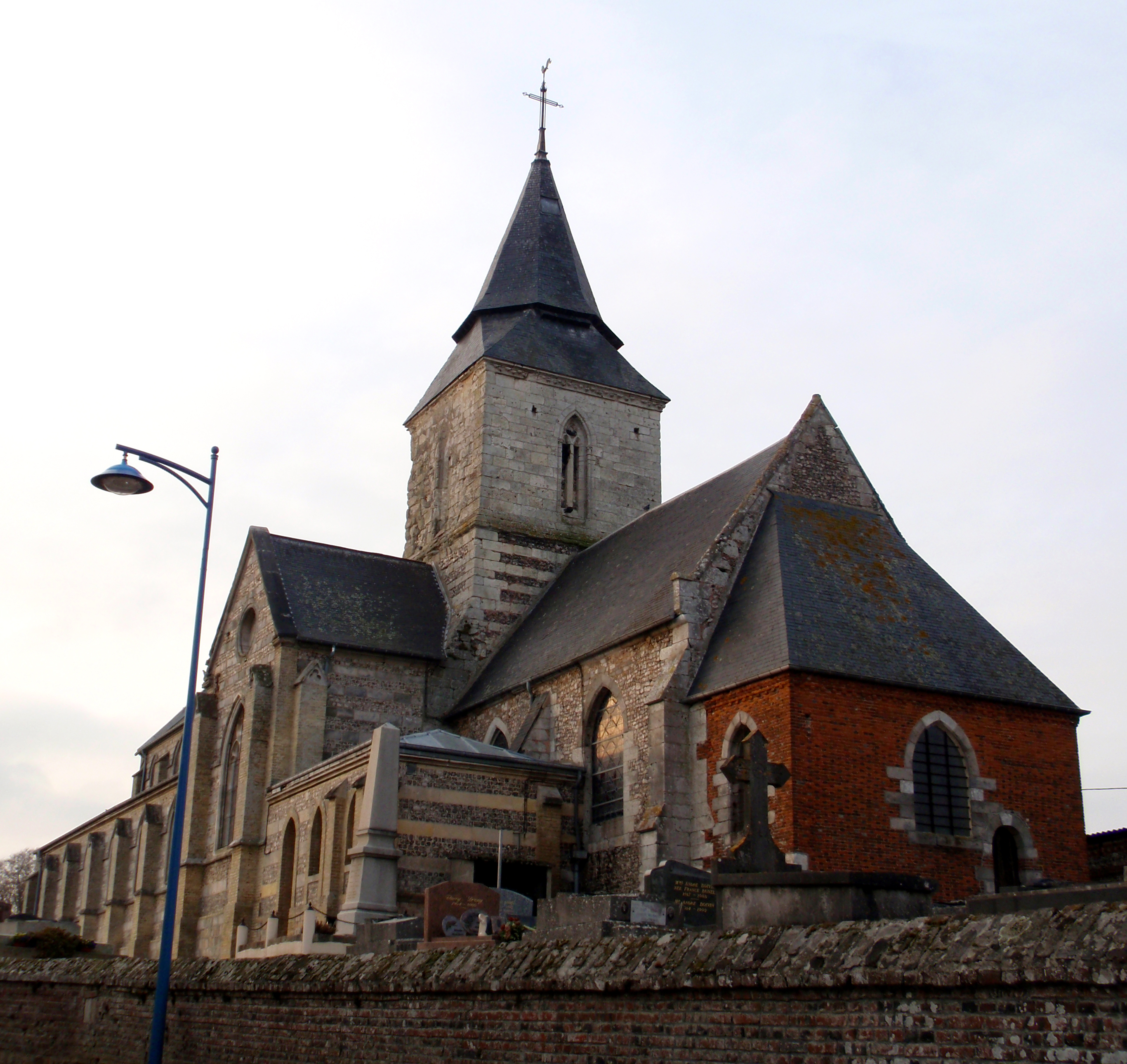
Kirche Saint-Martin

- Kirche Saint-Martin aus dem 13. Jahrhundert
- Kapelle Les Autels